# Philodicus alcimoides
Philodicus alcimoides är en tvåvingeart som beskrevs av Blasdale 1957. Philodicus alcimoides ingår i släktet Philodicus och familjen rovflugor. Inga underarter finns listade i Catalogue of Life.